# Polònia-Ucraïna
La Polònia-Ucraïna (coneguda anteriorment com a Memorial Coronel Skopenko) és una competició ciclista per etapes que es disputa entre Polònia i Ucraïna. Creada el 1957, només a Polònia, la cursa retia homenatge a Vassili Skopenko, un coronel de la Segona Guerra Mundial. A partir de 1972 es creua la frontera amb Ucraïna, en aquella època formant part de la Unió Soviètica. Des del 1995 és reservada a ciclistes amateurs sub-23.

## Palmarès
| Any  | Etapes | Vencedor                | Segon                  | Tercer               |
| ---- | ------ | ----------------------- | ---------------------- | -------------------- |
| 1957 | 1      | Mieszislaw Brzezinski   | Szczepanski            | Stanislaw Zalewski   |
| 1958 | 3      | Bogusław Fornalczyk     |                        |                      |
| 1959 | 4      | Bogusław Fornalczyk     |                        |                      |
| 1960 | 4      | Józef Gawliczek         |                        |                      |
| 1961 | 5      | Bogusław Fornalczyk     |                        |                      |
| 1962 | 4      | Józef Beker             | Janusz Janiak          | Eichholz             |
| 1963 | 5      | Ryszard Zapała          | Józef Dylik            | Franciszek Surmiński |
| 1964 | 5      | Józef Beker             | Józef Gawliczek        | Eichholz             |
| 1965 | 5      | Leonid Sobko            | Tadeusz Zadrozny       | Janusz Janiak        |
| 1966 | 4      | Józef Beker             | Stanislaw Pawlowski    | Franciszek Surmiński |
| 1967 | 5      | Stanislaw Pawlowski     | Pavel Swiderski        | Bogusław Fornalczyk  |
| 1968 | 4      | Wladislaw Kozlowski     | Tadeusz Zadrozny       | Wozniak              |
| 1969 | 5      | Wojciech Matusiak       |                        |                      |
| 1970 | 5      | Benedykt Bascik         | Stanislaw Szozda       | Kaos Tezner          |
| 1971 | 6      | Vlastimil Moravec       | Havelka                | Bachowski            |
| 1972 | 8      | Yuri Polupanov          | Ringold Kalnenieks     | Valeri Chaplygin     |
| 1973 | 8      | Boris Schukov           | Pleskov                | Viktor Tcherevko     |
| 1974 | 8      | Viktor Tcherevko        | Jan Trybala            | Florjan Andrzejewski |
| 1975 | 9      | Alexandre Pliuschkin    | Zbigniew Szczepkowski  | Anatoli Tchusov      |
| 1976 | 9      | Rudolph Labus           | Alexandre Parchomienko | Dikussar             |
| 1977 | 8      | Vladimir Savchenko      | Alexandre Parchomienko | Alexandre Pliuschkin |
| 1978 | 9      | Florjan Andrzejewski    | Zbigniew Szczepkowski  | Henryk Santysiak     |
| 1979 | 10     | Nikolaï Mierkotan       | Anatoli Kutschniarov   | Slowomir Podwojniak  |
| 1980 | 9      | Yuri Tereschenschko     | Alexandre Parchomienko | Anatoli Kutschniarov |
| 1981 | 9      | Alexandre Yevpak        | Tadeusz Wojtas         | Artur Splawski       |
| 1982 | 9      | Jozef Goscilo           | Adam Zagajewski        | Waldemar Wolcik      |
| 1983 | 9      | Vassili Jdanov          |                        |                      |
| 1984 | 10     | Vladimir Baranovski     |                        |                      |
| 1985 | 9      | Nikolai Kossiakov       | Slawomir Krawczik      | Alexandre Yevpak     |
| 1986 | 9      | Valeri Schoumy          | Evgeni Zagrebelny      | Vladimir Zverok      |
| 1987 | 9      | Oleg Petrovitch Chuzhda |                        |                      |
| 1988 | 9      | Zadzislaw Krudisz       | Vladimir Poulnikov     | Miroslaw Uryga       |
| 1989 | 9      | Oleg Galkin             |                        |                      |
| 1990 | 9      | I. Szilo                |                        |                      |
| 1991 | 9      | Oleg Galkin             |                        |                      |
| 1992 | 4      | Nikola Mindeu           |                        |                      |
| 1992 | 4      | Vladimir Kiryk          | Grzegorz Piwovarski    | Yuri Sinukov         |
| 1993 | 8      | Piotr Chmielewski       | Anatoli Tchoubar       | Vladimir Bondarev    |
| 1994 | 9      | Sergei Gontchar         | Sergey Sinukov         | Krzysztof Biskup     |
| 1995 | 7      | Oleksandr Fèdenko       | Igor Kisilitsa         | Dariusz Skoczylas    |
| 1996 | 7      | Oleg Pankov             | Marek Kamiński         | Ruslan Pidgornyy     |
| 1997 | 4      | Krzysztof Cieleski      | Sebnastian Wolski      | Marek Kamiński       |
| 1998 | 7      | Yuri Prokopienko        |                        |                      |
| 1999 | 7      | Bogdan Bondariev        |                        |                      |
| 2000 | 7      | K. Slawski              |                        |                      |
| 2001 | 7      | Daniel Zych             |                        |                      |
| 2002 | 4      | Mariusz Wiesiak         |                        |                      |
| 2003 | 7      | Pavel Bentkowski        | Tomasz Marczyński      | Slawomir Balinski    |
| 2004 | 6      | Wojciech Dybel          |                        |                      |
| 2005 | 6      | Mateusz Taciak          |                        |                      |
| 2006 | 7      | Mateusz Komar           |                        |                      |
| 2007 | 7      | Sergiy Lagkuti          |                        |                      |
| 2008 | 7      | Piotr Krajewski         | Mikhaïlo Kononenko     | Igor Demientiev      |
| 2009 | 5      | Piotr Krajewski         | Igor Demientiev        | Kornel Sojka         |
| 2010 | 7      | Maksym Vassyliev        | Rostislav Mikhaïlov    | Evgeni Filin         |
| 2011 | 4      | Oleksandr Golovash      | Anatoli Sosnitsky      | Evgeni Filin         |
| 2012 | 6      | Grzegorz Haba           | Mateusz Nowak          |                      |
| 2013 | 5      | Oleksandr Golovash      | Andrii Brataschuk      | Szimon Rekita        |
| 2014 | 5      | Roman Buzile            | Andrii Brataschuk      | Roman Shevchuk       |
| 2015 | 6      | Mark Padun              | Sergiy Kozachenko      | Iurij Shumilov       |
| 2016 | 6      | Jakub Soliński          | Konstantin Ashurov     | Pavlo Bondarenko     |
| 2017 | 6      | Mikołaj Gutek           | Roman Gladysh          | Paweł Zaleśny        |